# Gamadiel García
Gamadiel Adrián García Sánchez (Providencia, Región Metropolitana de Santiago, Chile, 20 de julio de 1979) es un exfutbolista profesional chileno formado en el club Universidad de Chile en donde lo apodaron Gamagol.
En 2016 fue elegido presidente del Sindicato de Futbolistas Profesionales de Chile.

## Trayectoria
Debutó en Universidad de Chile, pero la poca continuidad que tuvo lo llevó a Coquimbo Unido donde fue goleador junto a Pascual de Gregorio. Además jugó por Necaxa, Once Caldas, y Caracas FC, Unión Atlético Maracaibo. Con los dos últimos participó en la Copa Libertadores de América. En 2012 deja al Deportivo Táchira venezolano, por bajo rendimiento el equipo decide hacerlo a un lado. En Chile también jugó por Huachipato, Audax Italiano, y Deportes Concepción.
En 2017 se retira del fútbol en el Club Deportes Pintana.

## Selección nacional
Fue regularmente nominado en selecciones juveniles. Para la selección adulta jugó un partido el 17 de abril de 2002 contra Turquía. También jugó en 2006 un amistoso ante Aragón pero no se considera partido FIFA.

### Participaciones en Sudamericanos
| Torneo                      | Sede      | Resultado    | Partidos | Goles |
| --------------------------- | --------- | ------------ | -------- | ----- |
| Sudamericano Sub-20 de 1999 | Argentina | Quinto Lugar | 9        | 3     |

### Partidos internacionales
| 1     | 17 de abril de 2002 | Parkstad Limburg Stadion, Kerkrade, Países Bajos | Turquía    | 2 - 0 | Chile |   |  | César Vaccia | Amistoso |
| Total | Total               | Total                                            | Presencias | 1     | Goles | 0 |  |              |          |

| Selección chilena | Selección chilena | Selección chilena |
| Año               | Partidos          | Goles             |
| ----------------- | ----------------- | ----------------- |
| 2002              | 1                 | 0                 |
| Total             | 1                 | 0                 |

## Clubes
| Club                 | País      | Año       | Partidos | Goles |
| -------------------- | --------- | --------- | -------- | ----- |
| Universidad de Chile | Chile     | 1997-1998 | 24       | 1     |
| Coquimbo Unido       | Chile     | 1999      | 34       | 10    |
| Santiago Morning     | Chile     | 2000      |          |       |
| Coquimbo Unido       | Chile     | 2000      | 26       | 2     |
| Universidad de Chile | Chile     | 2001-2002 | 26       | 6     |
| Necaxa               | México    | 2003-2004 | 45       | 2     |
| Universidad de Chile | Chile     | 2004      | 18       | 3     |
| Caracas              | Venezuela | 2005      | 14       | 2     |
| Once Caldas          | Colombia  | 2005      | 17       | 1     |
| UA Maracaibo         | Venezuela | 2006      | 18       | 0     |
| Coquimbo Unido       | Chile     | 2006      | 15       | 7     |
| Skoda Xanthi         | Grecia    | 2007      | 41       | 2     |
| Huachipato           | Chile     | 2008-2010 | 85       | 36    |
| Deportes La Serena   | Chile     | 2011      | 32       | 11    |
| Deportivo Táchira    | Venezuela | 2012      | 14       | 0     |
| Audax Italiano       | Chile     | 2012-2013 | 27       | 3     |
| Coquimbo Unido       | Chile     | 2014      | 15       | 2     |
| Deportes Concepción  | Chile     | 2014-2016 | 6        | 0     |
| Colchagua            | Chile     | 2016-2017 | 8        | 0     |
| Deportes Pintana     | Chile     | 2017      | 12       | 0     |

## Palmarés

### Campeonatos nacionales
| Título     | Equipo               | País  | Año    |
| ---------- | -------------------- | ----- | ------ |
| Copa Chile | Universidad de Chile | Chile | 1998   |
| Primera B  | Coquimbo Unido       | Chile | 2014-C |

### Distinciones individuales
| Distinción                       | Año     |
| -------------------------------- | ------- |
| Goleador de Copa Chile (4 goles) | 2008-09 |